# Cowen (företag)
Cowen Inc., tidigare Cowen Group, Inc., är ett amerikanskt multinationellt finansföretag som investerar i företag som verkar i branscherna för bioteknik, e-handel, energi, finansiella tjänster, hälso- och sjukvård, industri, konsumenter, media, teknologi och telekommunikation. De förvaltar ett kapital på $11 miljarder för den 1 januari 2018.
Företaget grundades 1918 som Cowen and Company av bröderna Arthur Cowen, Sr., Edwin Cowen och Harry Cowen. 1998 blev de uppköpta av den franska bankkoncernen Société Générale S.A. men det höll sig till 2006 innan de blev avknoppade i syfte att vara åter ett självständigt finansföretag.
De har sitt huvudkontor i 599 Lexington Avenue på Manhattan i New York i New York.

## Närvaro
De har närvaro på följande platser världen över.
| USA: - Alpharetta, Georgia - Atlanta, Georgia - Boston, Massachusetts - Chicago, Illinois - El Segundo, Kalifornien - Garden City, New York - Houston, Texas - Iselin, New Jersey - New York, New York - Orlando, Florida - Rocky River, Ohio - San Francisco, Kalifornien - Santa Monica, Kalifornien - Stamford, Connecticut - Washington, D.C. | Internationellt: - Belfast, Irland - London, England, Storbritannien - Luxemburg, Luxemburg |